# Point Loma

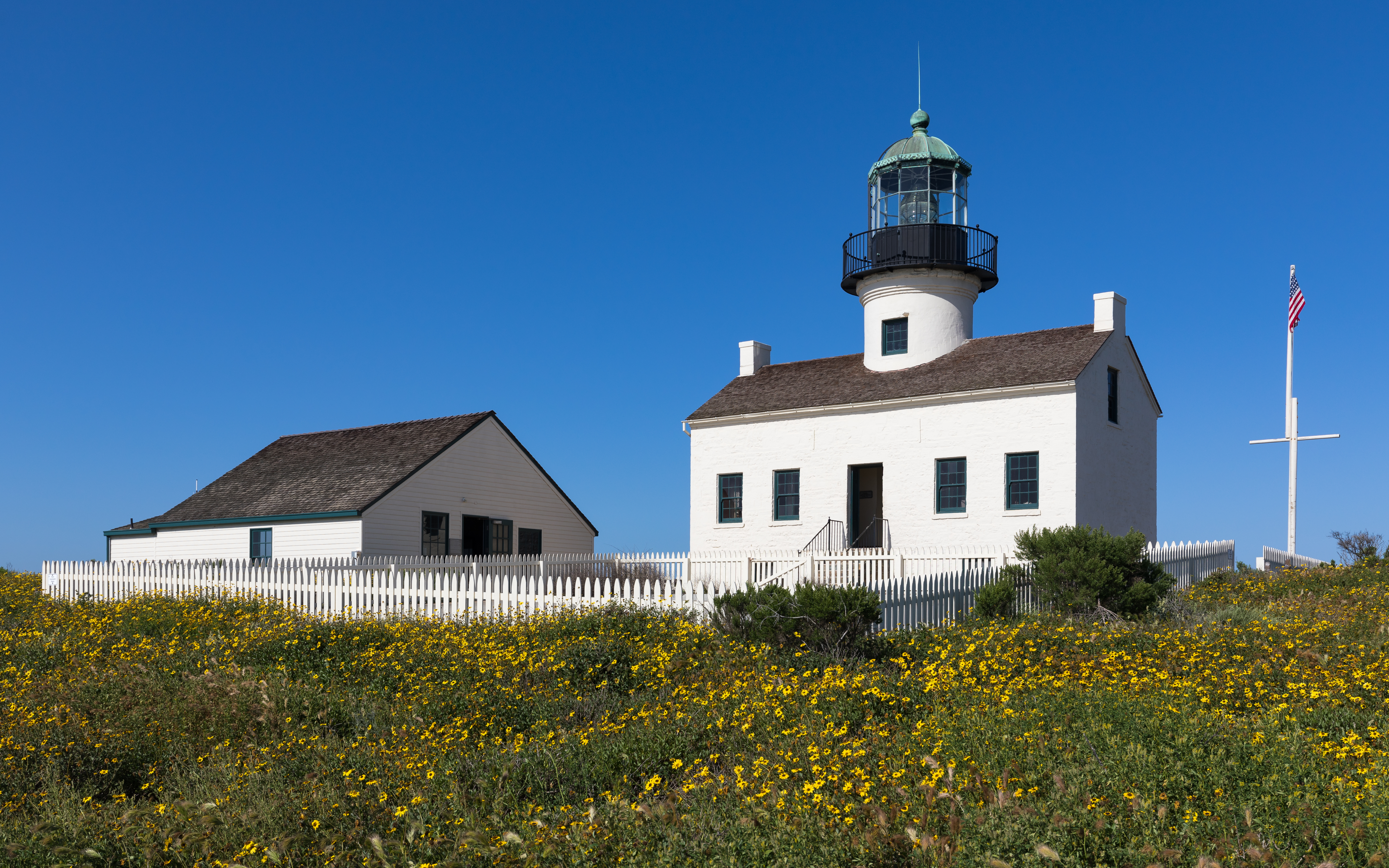
Alter Leuchtturm von Point Loma

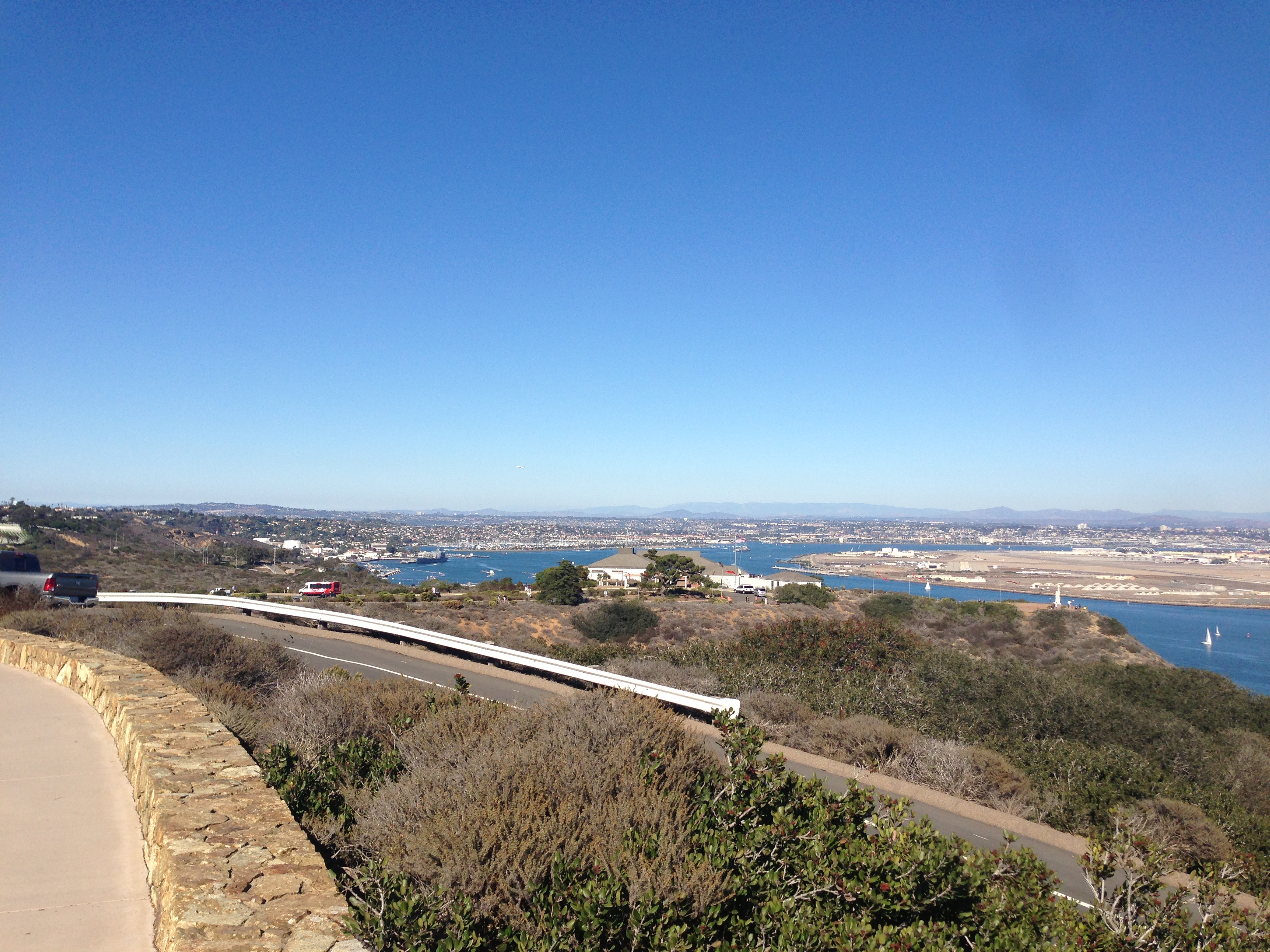
Blick vom Alten Leuchtturm auf die Bucht von San Diego

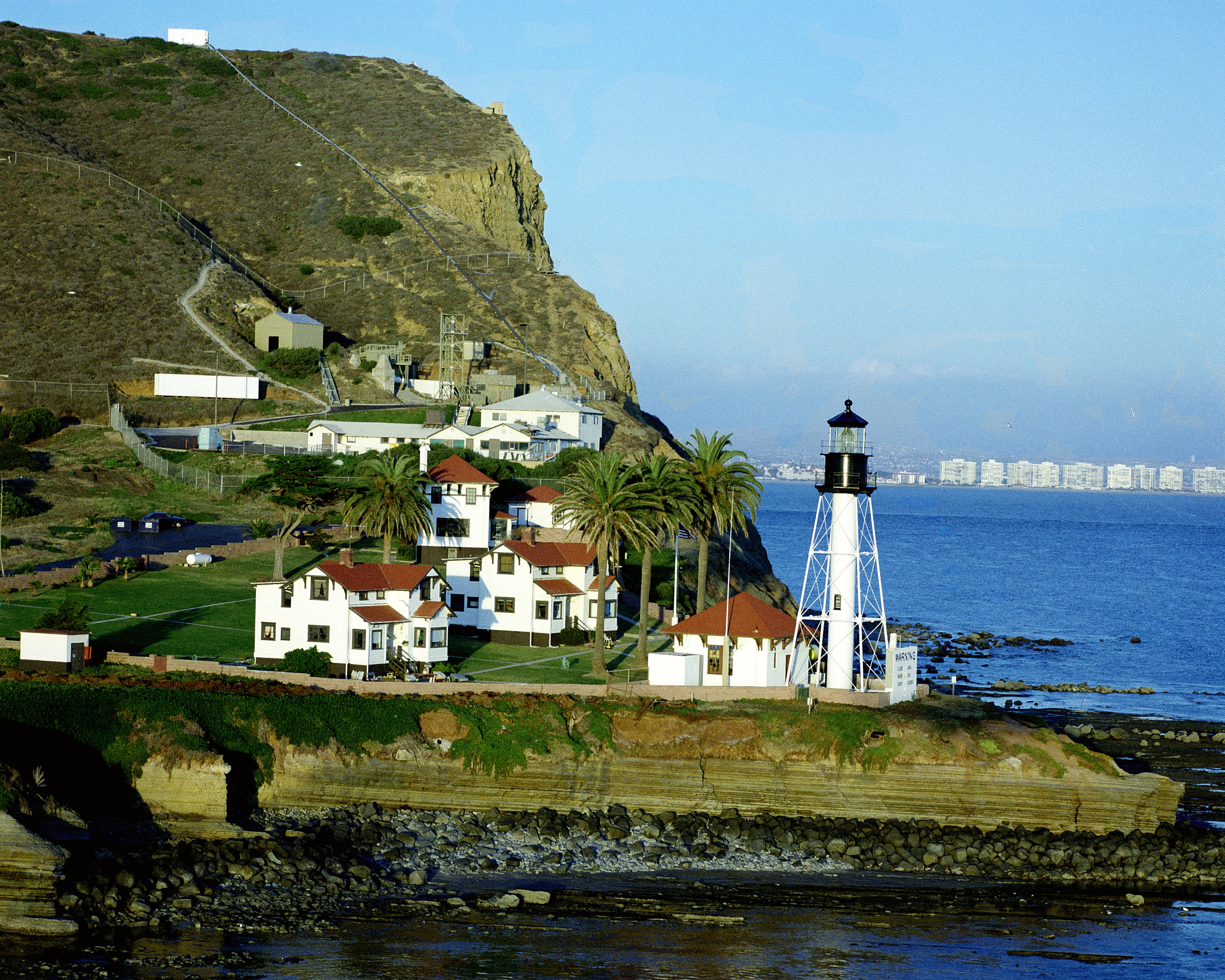
Neuer Leuchtturm von Point Loma

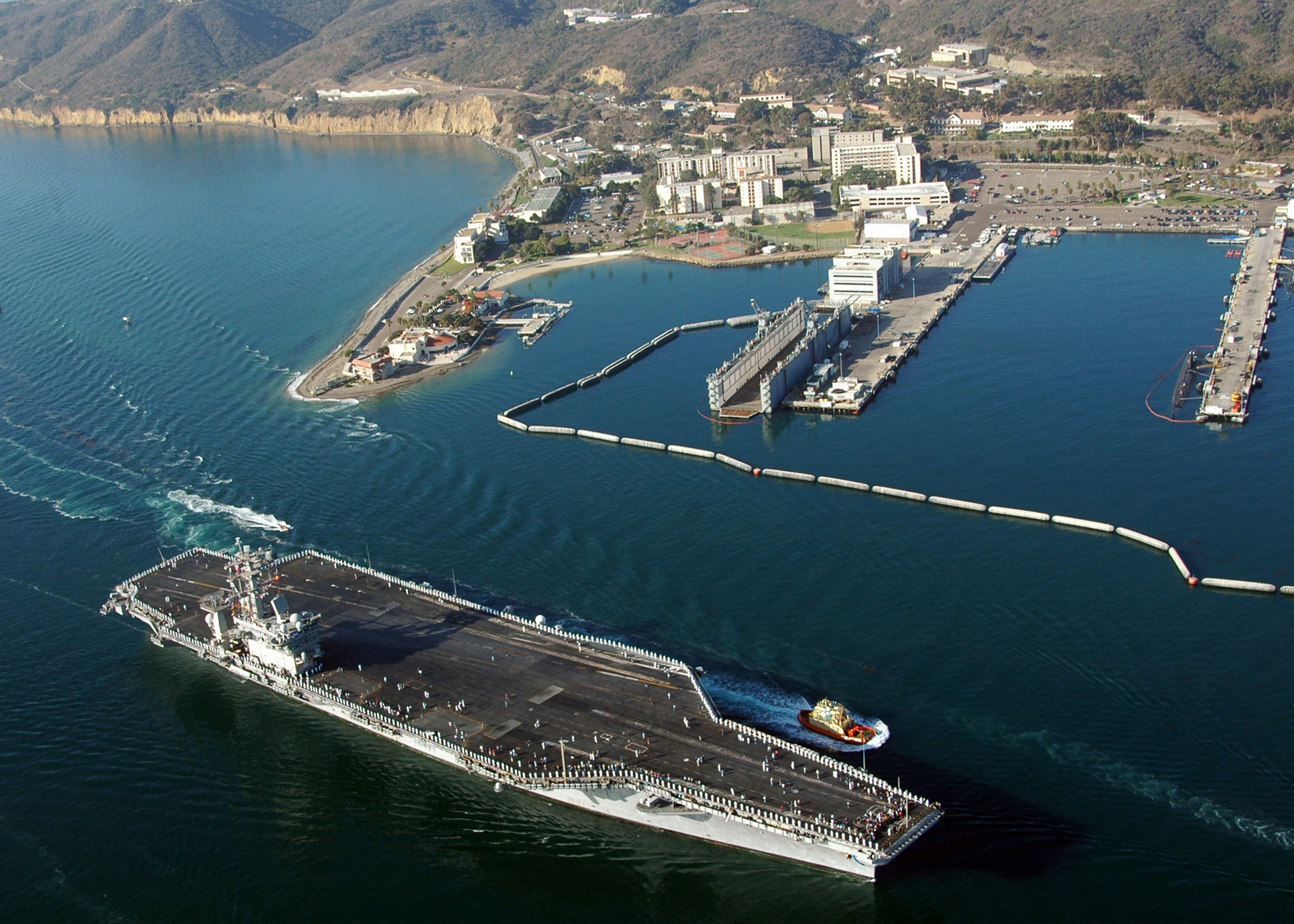
Der Marinestützpunkt im Osten der Halbinsel

Point Loma ist eine Halbinsel am Eingang der Bucht von San Diego in Kalifornien. Die in die See ragende Sandsteinfeste steigt 128 Meter hoch empor, bildet einen natürlichen Schutzwall und bietet strategisch wichtige Aussichtspunkte über den Hafen und die Stadt San Diego. 
Aufgrund seiner landschaftlichen Schönheit und zahlreicher Sehenswürdigkeiten stellt der Ort eine Touristenattraktion dar. Hervorzuheben ist das Cabrillo National Monument, das an den portugiesischen Entdecker Juan Rodríguez Cabrillo erinnert, der als erster Europäer hier am 28. September 1542 die Westküste der Vereinigten Staaten erreichte. 
Auf der höchsten Erhebung steht die Leuchtturmanlage Old Point Loma Light Station. 1851 wählte das US Coastal Survey diese Landzunge als Standort für einen Leuchtturm. Das Gebäude wurde 1854 fertiggestellt und ein Jahr später mit einer aus Frankreich stammenden Fresnel-Linse ausgestattet. Bei klarem Wetter war das Licht aus einer Entfernung von 70 Kilometer zu sehen. 1875 wurde südlich der bereits erbauten Häuser eine Baracke errichtet, die heute jedoch nicht mehr vorhanden ist. Am 23. März 1891 wurde der Betrieb des Leuchtturms eingestellt, da die anscheinend perfekte Lage den Nachteil hatte, dass das Licht oft von Nebel und niedrig liegenden Wolken verdeckt wurde. 
Im Jahre 1852 erkannte die US-amerikanische Regierung diesen wichtigen Geländepunkt und erklärte die Gegend zu einem Militärgebiet. Zwischen 1918 und 1943 errichtete die Armee Bunker sowie Geschützgruppen. Die größten Geschütze befanden sich in der Ashburn Battery, wo zwei Geschütze mit einem Kaliber von 16 Zoll eine ein Tonnen schwere Kanonenkugeln fast 50 Kilometer in das Meer hinausschießen konnten. Es gibt mehrere Gedenkstätten für gefallene Soldaten wie den „Fort Rosecrans National Cemetery“ (Veteranenfriedhof) oder das „USS Bennington Monument“.
Es gibt ein großes Sportstadion, einen 9-Loch-Golfplatz und einen Wasserpark; auch befindet sich die Point Loma Nazarene University hier. Ein Stützpunkt der US-Navy, die „Subase Point Loma“, ist Heimathafen mehrerer U-Boote.
Von 1900 bis 1942 war Point Loma Sitz der Theosophischen Gesellschaft in Amerika. Diese hatte hier unter Katherine Tingley und später Gottfried de Purucker die Community Lomaland aufgebaut.